# Klassifikation der Parodontalerkrankungen
Die aktuelle Klassifikation der Parodontalerkrankungen basiert auf Beschlüssen des „International Workshop for a Classifikation of Periodontal Diseases and Conditions“ aus dem Jahr 1999. Nachdem sie von den entsprechenden Fachgesellschaften übersetzt wurde, setzt sie sich auch in Europa nach und nach durch.
Eine Einteilung der Parodontalerkrankungen erfüllt vor allem den Sinn, die internationale Forschung nach Ursachen und Therapiekonzepten zu vereinheitlichen und innerhalb der Fachgruppe eine schnelle und eindeutige Kommunikation zu ermöglichen. Außenstehenden ermöglicht sie außerdem einen Überblick über das komplexe Themenfeld und vereinfacht so die Recherche nach Ursachen und Behandlungsmöglichkeiten für Veränderungen am Zahnhalteapparat.

## Anatomische Grundlagen
Die Zähne werden über das Parodontium (Zahnhalteapparat) in der Mundhöhle verankert.
Diese funktionelle Einheit setzt sich zusammen aus Gingiva (Zahnfleisch), Zement, Desmodont (Wurzelhaut) und Alveole (Zahnfach). Das Parodontium steht außerdem in engem Zusammenhang mit der restlichen Mundschleimhaut und dem Kieferknochen. All diese Strukturen können von krankhaften Veränderungen betroffen sein.

## Arten der Parodontalerkrankungen
Alle Veränderungen des Parodontiums werden dahingehend unterteilt, ob sie allein die Schleimhaut betreffen (Gingivale Erkrankungen), oder ob auch die restlichen Strukturen betroffen sind (Parodontale Erkrankungen). Es wird ferner nach entzündlichen und nicht entzündlichen Prozessen unterschieden. Aufgrund der engen physiologischen Zusammenhänge können die Erkrankungen ineinander übergehen. Da viele parodontale Veränderungen im klinischen Bild anderen Mundschleimhauterkrankungen ähneln, werden diese in einer vollständigen Klassifikation ebenso berücksichtigt.

## Der lange Nomenklaturstreit
Der älteste Hinweis auf Parodontalerkrankungen stammt wohl von Aulus Cornelius Celsus aus dem ersten Jahrhundert nach Christus. Doch erst Pierre Fauchard beschrieb 1746 erstmals die klinischen Symptome einer Parodontitis. 1885 wurde vorgeschlagen, die beschriebene Erkrankung nach ihrem Autor „Maladie de Fauchard“ zu benennen.
Angeregt durch verschiedene Forschungsarbeiten, aber auch durch Entwicklungen in den medizinischen Grundlagenfächern bis weit ins 20. Jahrhundert, begann eine langwierige Diskussion um die Nomenklatur. Häufig reichte dabei eine neue Hypothese zur Ätiologie der Parodontalerkrankungen, um gleichzeitig eine neue Terminologie und Klassifikation zu fordern. Bis in die 1970er Jahre entwickelten sich so diverse Bezeichnungen für das gleiche Krankheitsbild, wobei zum Teil an jeder Lehreinrichtung aus vorwiegend ideologischen Gründen andere Synonyma verwendet wurden.
Die Deutsche Gesellschaft für Parodontologie (DG PARO) versuchte 1975, diesen Disput durch eine einheitliche Nomenklatur beizulegen. Diese wurde zwar während der folgenden Jahre übereinstimmend verwendet, bald wurde aber auch die Kritik an dieser Einteilung laut. Hauptsächlich wurde bemängelt, dass eine Bezeichnung für nicht-entzündliche Schwundvorgänge am Zahnhalteapparat fehlte. Außerdem störte man sich an der weiteren Verwendung des Begriffs „Parodontose“ für entzündliche Veränderungen. Im Jahr 1987 erfolgte darum durch die DGP eine weitere Überarbeitung.

## Klassifikation von 1987
Da zu diesem Zeitpunkt die genauen Ursachen und Gründe für die meisten Parodontalerkrankungen zumeist noch unbekannt waren, versuchte diese Klassifikation hauptsächlich die Definitionen der jeweiligen Krankheitsbilder zu aktualisieren. Dabei erfolgte die Einteilung in 5 Hauptgruppen entsprechend dem klinischen Bild.
- Entzündliche Formen
  - akute oder chronische Entzündungen der Gingiva oder des Parodontiums
  - verursacht durch bakterielle Beläge
  - unterteilt entsprechend der Verlaufsform und des Alters bei Krankheitsbeginn
- Gingivoparodontale Manifestationen systemischer Erkrankungen
  - nicht durch Plaque bedingt, können aber von entzündlichen Formen überlagert sein
- Hyperplastische Formen
  - primär entzündungsfreie Wucherungen des Zahnfleisches
  - lokalisiertes oder generalisiertes Auftreten
  - weitere Unterscheidungen entsprechend dem histologischen Aufbau
- Traumatogene Formen
  - mechanische, chemische oder thermische Verletzungen
  - Schädigungen können die Schleimhaut oder das gesamte Stützgewebe betreffen
- Involutive Formen
  - entzündungsfreie Rückbildung des Parodontiums
  - lokalisiertes oder generalisiertes Auftreten
  - auch bezogen auf den zahnlosen Kiefer

## Aktuelle Klassifikation von 1999
Auch in der Klassifikation von 1987 wurden bald viele Mängel festgestellt. Hauptkritikpunkt war, dass das Alter der Patienten bei Krankheitsbeginn zu stark betont wurde. Dagegen zeigten neuere Studien, dass es zwar Häufungen innerhalb der Altersgruppen gibt, jedoch trotzdem alle Verlaufsformen sowohl im frühen, als auch im späteren Lebensalter vorkommen können.
Außerdem wurden viele Veränderungen im Bereich des Parodontiums vollständig ausgeklammert. Vor allem die Gingivopathien wurden nicht ausreichend erfasst.
Ein weiteres Problem bestand darin, dass lange keine weltweit akzeptierte, einheitliche Nomenklatur existierte. Darum benutzten viele Wissenschaftler neben der Einteilung entsprechend der Deutschen Gesellschaft für Parodontologie (DGP) von 1987, auch die der American Academy of Periodontology (AAP) von 1977, oder die der Weltgesundheitsorganisation (WHO) von 1978.
Die aktuelle Klassifikation überzeugt vor allem dadurch, dass sie auch für die vielen Verlaufsformen, welche nicht mit Plaque assoziiert sind, eine eindeutige Zuordnung entsprechend den Ursachen ermöglichte. Sie wird international von den meisten Fachgesellschaften genutzt und ermöglicht so eine einfache wissenschaftliche und klinische Anwendung.

### Hauptgruppen
Parodontalerkrankungen werden in 8 Hauptgruppen unterteilt:
1. Gingivale Erkrankung – Gingival Diseases (G)
2. Chronische Parodontitis – Chronic Periodontitis (CP)
3. Aggressive Parodontitis – Aggressive Periodontitis (AP)
4. Parodontitis als Manifestation einer Systemerkrankung – Periodontitis as a Manifestation of Systemic Diseases (PS)
5. Nekrotisierende Parodontalerkrankung – Necrotizing Periodontal Diseases (NP)
6. Parodontalabszesse – Abscesses of the Periodontium
7. Parodontitis im Zusammenhang mit endodontalen Läsionen – Periodontitis associated with Endodontic Lesions
8. Entwicklungsbedingte oder erworbene Deformationen und Zustände – Developmental or acquired Deformities and Conditions

### Untergruppen
Diese Hauptgruppen werden in diverse Untergruppen eingeteilt. Aus Gründen der Übersichtlichkeit werden hier nur die wichtigsten genannt.
- Gingivale Erkrankungen
  - Plaque induzierte gingivale Erkrankungen
    - Gingivitis, allein durch Plaque hervorgerufen
    - Gingivale Erkrankungen, durch systemische Faktoren modifiziert
      - Hormonelle Einflüsse (Pubertät, Menstruation, Schwangerschaft, Diabetes mellitus)
      - Blutbildstörungen (Leukämie u. a.)

    - Gingivale Erkrankungen durch Medikationen modifiziert (Phenytoin, orale Kontrazeptiva u. a.)
    - Gingivale Erkrankungen durch Mangelernährung modifiziert (Vitamin-C-Mangel u. a.)

  - Nicht durch Plaque induzierte gingivale Erkrankungen
    - Gingivale Erkrankungen durch spezifische Bakterien hervorgerufen (N. gonorrhoea, T. pallidum, Streptokokken u. a.)
    - Gingivale Erkrankungen viraler Genese (alle Formen der Herpes-Infektionen)
    - Gingivale Pilzerkrankungen (Candida, Histoplasmose u. a.)
    - Gingivale Erkrankungen genetischer Genese
- Chronische Parodontitis
  - Lokalisiert (bis zu 30 % aller Zahnflächen sind betroffen)
  - Generalisiert (mehr als 30 % aller Zahnflächen sind betroffen)

Zusätzlich wird der Schweregrad der Erkrankung entsprechend dem Attachmentverlust eingeteilt in leicht (1–2 mm), mittel (3–4 mm) oder schwer (≥5 mm).
- Aggressive Parodontitis
  - Lokalisiert
  - Generalisiert
- Parodontitis als Manifestation einer systemischen Erkrankung
  - Assoziiert mit Störungen der Blutbildung (Leukämie u. a.)
  - Assoziiert mit genetischen Störungen
    - Familiäre oder zyklische Neutropenie
    - Down-Syndrom
    - Leukozytenadhäsionsmangel-Syndrom
    - Papillon-Lefèvre Syndrom, Keratoma palmare et plantare
    - Chediak-Higashi Syndrom
    - Histiozytose-Syndrom oder Eosinophiles Syndrom
    - Glykogenspeichererkrankung
    - Infantile genetische Agranulozytose
    - Cohen-Syndrom
    - Ehlers-Danlos-Syndrom (Typ IV und VIII AD)
    - Hypophosphatasie
- Nekrotisierende parodontale Erkrankungen
  - Nekrotisierende ulzerierende Gingivitis (NUG)
  - Nekrotisierende ulzerierende Parodontitis (NUP)
- Abszess des Parodontiums
  - Gingivaler Abszess
  - Parodontaler Abszess
  - Perikoronaler Abszess
- Kombinierte parodontale-endodontale Läsionen
  - primär endodontischen Ursprungs
  - primär parodontischen Ursprungs
  - kombiniert paro-endodontischen Ursprungs
- Entwicklungsbedingte oder erworbene Abweichungen und Bedingungen
  - Lokalisierte zahnbezogene Faktoren, die modifizierend oder prädisponierend zu einer plaqueinduzierten gingivalen Erkrankungen/Parodontitis führen
    - anatomische Merkmale des Zahnes
    - Zahnrestaurationen
    - Wurzelfrakturen
    - Zahnwurzelresorption und Zementabriss

  - Mukogingivale Abweichungen und Bedingungen in unmittelbarer Nachbarschaft zum Zahn
    - Gingivale Rezession
    - Mangel an keratinisierter Gingiva
    - Verringerte vestibuläre Tiefe, flacher Mundvorhof
    - abnormale Frenulum-/Muskelposition
    - Gingivale Vergrößerung
    - Abnormale Farbe

  - Mukogingivale Abweichungen und Bedingungen am zahnlosen Kieferkamm
    - Vertikale und/oder horizontale Kieferkammdefizienz
    - Mangel an gingivalem/keratinisiertem Gewebe
    - Gingivale/Weichgewebe-Vergrößerung/Wucherung
    - Abnormale Frenulum/Muskelposition
    - Verringerte vestibuläre Tiefe, flacher Mundvorhof
    - abnormale Farbe

  - Okklusales Trauma
    - Primäres okklusales Trauma
    - Sekundäres okklusales Trauma

## Kritik und Vorschau
Obwohl die aktuelle Nomenklatur seit 1999 in Gebrauch ist und sich spätestens seit ihrer Übersetzung auch im deutschsprachigen Raum durchsetzt, wird sie noch nicht von allen Zahnärzten einheitlich genutzt. Dafür lassen sich verschiedene Gründe finden, die zum Teil auch als Kritik an der Klassifikation zu verstehen sein dürften.
Zum einen gibt es noch immer keine Übereinstimmung mit der International Statistical Classification of Diseases and Related Health Problems der WHO. Dadurch wird eine Nutzung des ICD-Schlüssels für die Diagnose, wie sie für Allgemeinmediziner schon gefordert wird, für Zahnmediziner unnötig erschwert.
Des Weiteren fehlt für die Manifestationen der HIV-Infektion in der Mundhöhle eine eindeutige Zuordnung. Gerade bei diesem Krankheitsbild finden sich häufig verschiedene Symptome, welche separat unter den Hauptgruppen 1, 5 und 8 zugeordnet werden müssen.
Außerdem muss in vielen wissenschaftlichen Arbeiten auf ältere Studien zurückgegriffen werden, die zum Zeitpunkt der Veröffentlichung noch die alte Klassifikation genutzt haben. Unabhängig davon ist natürlich auch jede neue Klassifikation für den Benutzer eine Umstellung, die eine gewisse Bereitschaft zur Weiterbildung erfordert. Diese Bereitschaft in der Berufsgruppe ist nicht ausreichend hoch, weshalb die ältere Klassifikation wohl noch einige Zeit parallel Bestand haben wird.
Die Forschung im Gebiet der Parodontologie ist noch lange zu keinem Abschluss gekommen. Darum ist es natürlich nur eine Frage der Zeit, bis erneut aktuellere Ergebnisse eine Überarbeitung der Klassifikation erforderlich machen. Über diese Neuerungen lässt sich zum aktuellen Zeitpunkt jedoch nur spekulieren.